# Parupeneus chrysonemus
 Parupeneus chrysonemus és una espècie de peix de la família dels múl·lids i de l'ordre dels perciformes. Poden assolir els 19,6 cm de longitud total. Va ser descrit el 1903 per D.S. Jordan i B.W. Evermann.

## Distribució geogràfica
Es troba a les Illes Hawaii.